# Жан де Палеолог

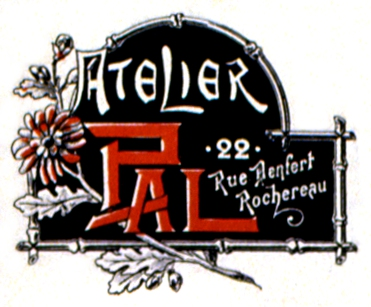
Логотип ателье Палеолога

Жан де Палеолог (англ. Jean de Paleologu (Paleologue); 1855, Бухарест, Румыния — 24 ноября 1942, Майами-Бич, Флорида, США) — румынский, французский и американский художник-плакатист и иллюстратор, использовавший в качестве своей подписи слово PAL или Pal; работал во Франции и США.

## Биография
Родился в 1855 году в Бухаресте, происходил из знатной династии Палеологов.
Учился в Англии, затем вернулся в Румынию и поступил в военную академию. После службы в армии избрал для своей деятельности искусство. Несколько раз снова побывал в Лондоне, где работал в качестве иллюстратора и плакатиста. В конце концов переехал в Париж, где работал с 1893 года. В 1900 году уехал в США.
Одной из первых его работ было иллюстрирование «Petits poèmes russes» («Маленькие русские стихотворения») французского поэта Катюля Мендеса, опубликованных в 1893 году. Затем его работы стали появляться во многих периодических изданиях разных стран, в том числе в журналах Vanity Fair, Strand Magazine, New York Herald Tribune, Plume, Rire, Cocorico, Froufrou, Sans-Gêne и Vie en Rose. Также рисовал карикатурные портреты известных людей.
В последние годы своей творческой деятельности работал в области прикладной графики: в журналах, создавал рекламные объявления и плакаты. В частности он создал официальный плакат для автомобильных гонок Кубок Вандербильта 1908 года.
Умер 24 ноября 1942 года в Майами-Бич, США, оставив после себя четвёртую жену с сыном Ion Alessandro Paleologue.

Некоторые карикатурные работы
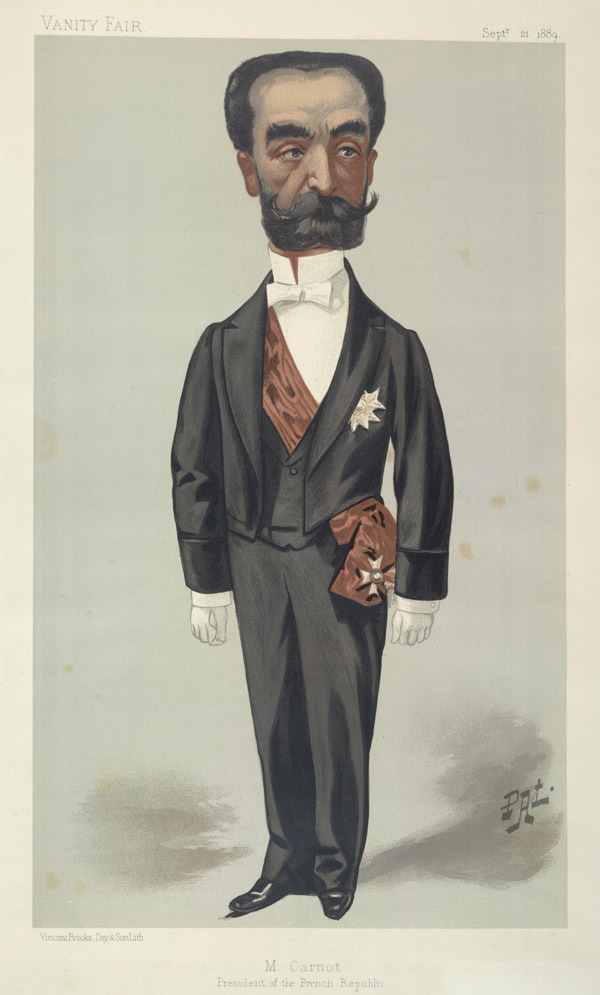
Мари Карно
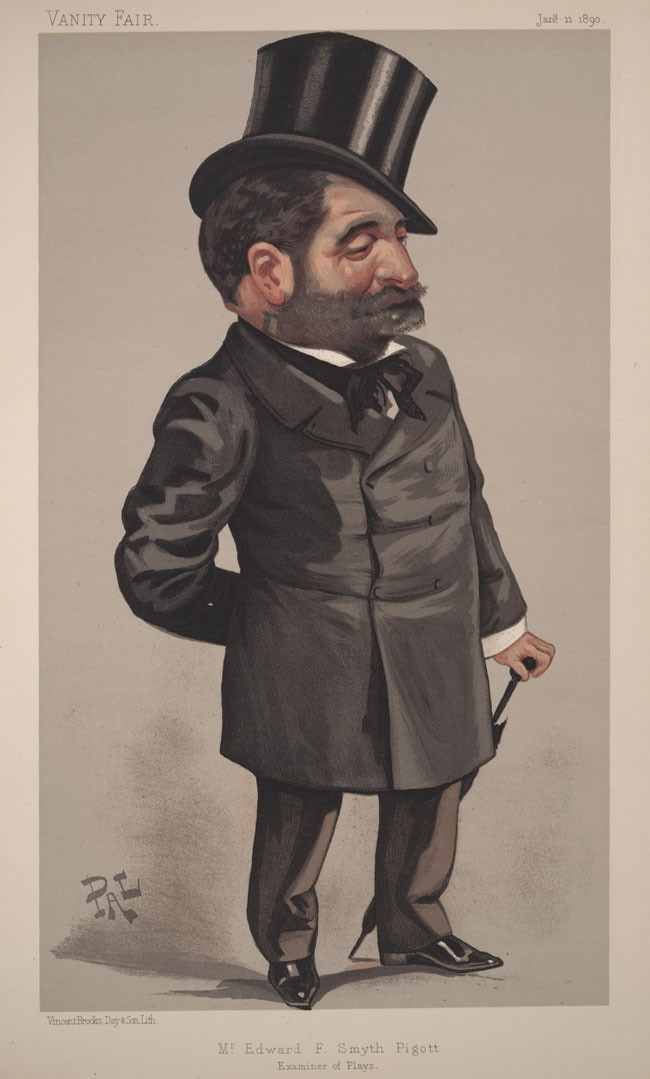
Edward Frederick Smyth Pigott
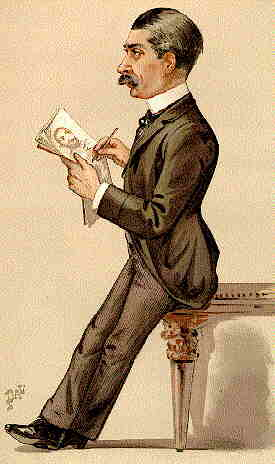
Лесли Уорд